# Lotto/Saison 2025
Dieser Artikel beschreibt die Mannschaft und die Siege des Radsportteams Lotto in der Saison 2025.

## Mannschaft
| Teamkader 2025          | Teamkader 2025     | Teamkader 2025         | Teamkader 2025                                 |
| Name                    | Geburtsdatum       | Land                   | Vorheriges Team                                |
| ----------------------- | ------------------ | ---------------------- | ---------------------------------------------- |
| Jenno Berckmoes         | 4. Februar 2001    | Belgien                | Team Flanders-Baloise (2023)                   |
| Cedric Beullens         | 27. Januar 1997    | Belgien                | Sport Vlaanderen-Baloise (2021)                |
| Lars Craps              | 17. Oktober 2001   | Belgien                | Team Flanders-Baloise (2024)                   |
| Logan Currie            | 24. Juni 2001      | Neuseeland             | Bolton Equities Black Spoke Pro Cycling (2023) |
| Jasper De Buyst         | 24. November 1993  | Belgien                | Topsport Vlaanderen-Baloise (2014)             |
| Arnaud De Lie           | 16. März 2002      | Belgien                | Lotto-Soudal Development (2021)                |
| Steffen De Schuyteneer  | 24. Februar 2005   | Belgien                | Lotto Dstny Development Team (2024)            |
| Jarrad Drizners         | 31. Mai 1999       | Australien             | Hagens Berman Axeon (2021)                     |
| Joshua Giddings         | 20. Juli 2003      | Vereinigtes Königreich | Lotto Dstny Development Team (2024)            |
| Jonas Gregaard          | 30. Juli 1996      | Dänemark               | Uno-X Pro Cycling Team (2023)                  |
| Sébastien Grignard      | 29. April 1999     | Belgien                | Lotto-Soudal U23 (2020)                        |
| Arjen Livyns            | 1. September 1994  | Belgien                | Bingoal Pauwels Sauces WB (2022)               |
| Milan Menten            | 31. Oktober 1996   | Belgien                | Bingoal Pauwels Sauces WB (2022)               |
| Robin Orins             | 6. März 2002       | Belgien                | Lotto Dstny Development Team (2024)            |
| Alec Segaert            | 16. Januar 2003    | Belgien                | Lotto Dstny Development Team (2023)            |
| Eduardo Sepúlveda       | 13. Juni 1991      | Argentinien            | Drone Hopper-Androni Giocattoli (2022)         |
| Liam Slock              | 18. September 2000 | Belgien                | Lotto-Soudal Development (2022)                |
| Lionel Taminiaux        | 21. Mai 1996       | Belgien                | Alpecin-Deceuninck (2023)                      |
| Jarne Van de Paar       | 23. Oktober 2000   | Belgien                | Lotto-Soudal Development (2022)                |
| Lorenz Van de Wynkele   | 19. August 2001    | Belgien                | Lotto Dstny Development Team (2024)            |
| Lennert Van Eetvelt     | 17. Juli 2001      | Belgien                | Lotto-Soudal Development (2022)                |
| Brent Van Moer          | 12. Januar 1998    | Belgien                | Lotto-Soudal U23 (2019)                        |
| Henri Vandenabeele      | 15. April 2000     | Belgien                | Team DSM-Firmenich (2023)                      |
| Baptiste Veistroffer    | 29. Mai 2000       | Frankreich             | Decathlon AG2R La Mondiale Development (2024)  |
| Reuben Thompson         | 15. Februar 2001   | Neuseeland             | Groupama-FDJ (2024)                            |
|                         |                    |                        |                                                |
| Quelle: ProCyclingStats |                    |                        |                                                |

## Siege
| Siege   | Siege                         | Siege      | Siege  | Siege         | Siege |
| Datum   | Rennen                        | Staat      | Klasse | Sieger        |       |
| ------- | ----------------------------- | ---------- | ------ | ------------- | ----- |
| 7. Feb. | Étoile de Bessèges, 3. Etappe | Frankreich | 2.1    | Arnaud De Lie |       |

## UCI-Weltranglisten-Platzierungen
| UCI-Ranking | UCI-Ranking | UCI-Ranking | UCI-Ranking |
| Fahrer      | Fahrer      | Land        | Punkte      |
| ----------- | ----------- | ----------- | ----------- |